# Скэбленд
Скэ́бленд — территория ледниковой и приледниковой зон, подвергающаяся или подвергавшаяся ранее многократному воздействию катастрофических паводков (дилювиальных потоков, потопов, фладстримов, мегафладов) из ледниково-подпрудных озёр, оставивших оригинальные эрозионные, эворзионные и аккумулятивные (дилювий) образования, по которым возможно реконструировать историю скэбленда и дать прогноз. Скэбленд представляет собой территорию, рассечённую параллельными ложбинами, изобилующую каплевидными в плане холмами, водобойными (эворзионными) котлами и следами кавитации; по выражению, М. Г. Гросвальда, это геоморфологический ландшафт, созданный гидросферной катастрофой.

## История возникновения термина
Термин «скэбленд» («скейбленд») открыватель миссульских паводков Джон Харлен Бретц применял, подразумевая буквальное значение английского слова «scab», то есть «короста, струп». Поскольку слово «долина» не выражало морфологических особенностей густой сети сухих русел, врезанных в Колумбийский скэбленд, Дж. Бретц назвал эти русла более точным термином «каналы», а вся территория получила у него название «Чаннелд-Скаблендс». 
Один из характерных элементов скэбленда, известных сегодня, — рельеф гигантских знаков ряби течения.
В горах Южной Сибири крупнейшие каналы стока из приледниковых озёр в основном наследовали речные долины (за исключением ущельев прорыва и заплеска). Не они были первыми и главными свидетельствами и доказательствами дилювиального происхождения скэбленда, хотя именно они во многом определяют его облик. В связи с этим А. Н. Рудой и предложил первое определение, геоморфологически дополненное позже М. Г. Гросвальдом. В. М. Котляков серьёзно сузил пионерное значение понятия, приведя в своём словаре, по-существу, дословный перевод с английского для лишь одного из частных случаев результата прямого ледникового воздействия (экзарации) на подстилающую поверхность.
В настоящее время довольно тщательно исследована территория североамериканского скэбленда, в особенности — собственно поверхность и строение Чаннелд-Скаблендс Колумбийского плато. Интенсивно исследуются и скэбленды гор Южной Сибири, в особенности — механизмы «лавинного» накопления дилювиальных толщ. Несомненным скэблендом является слабоизученная обширная территория Путорана. Выявлены следы работы дилювиальных потоков на Тибете, Памире и в горах Южной Америки, а также современная гигантская рябь течения на Аляске, у конца ледника Алсек (англ. Alsek Glacier).
Определение «скэбленда» возможно расширить в связи с марсианскими открытиями и в связи с разработкой моделей геофизического эффекта подледных извержений вулканов. В этом аспекте происхождение скэблендов целесообразно связывать также и с внезапным (взрывным) таянием криосферы и (или) катастрофическими прорывами вод под мерзлотой и между её слоями как на Земле, так, в частности, и на планете Марс.

## Строение скэблендов
Скэбленд может формироваться тремя типами рельефообразующего процесса — это процессы дилювиальной суперэрозии, дилювиальной эворзии и дилювиальной аккумуляции. Тип определяется набором форм дилювиального морфолитокомлекса и преобладание одних форм над другими в зависимости от объёма прорвавшихся озёр, мощности ледниковых плотин, исходного ландшафта и количества и энергии дилювиальных потоков (мегафладов, фладстримов, потопов). Классификация типов и форм дилювиального морфолитокомплекса была предложена в середине 1980-х годов и в настоящее время практически не претерпела изменений.

### Дилювиальная эрозия
Дилювиальная суперэрозия приводит в первую очередь к выработке глубоких ущелий на путях стока воды (ущелья проры́ва). На прямолинейных участках магистральных долин стока частично или полностью вымывается обломочный материал, разрушаются выпуклые склоны, интенсивно подрезаются древние конусы выноса; долины переуглубляются.
Перевальные седловины, по которым вода при переполнении озёр сбрасывалась в соседние бассейны, превращаются в сквозные долины (спиллвеи), имеющие каньонообразные, реже — узкие ящикообразные поперечные профили. В тех случаях, когда долина стока не вмещала проходящие массы воды, поток заплёскивался через местные водоразделы, вырабатывая серию дилювиально-эрозионных долин и ущелий заплёска. Поток при этом переносит и аккумулирует высоко на склонах и на водоразделах эррати́ческий материал иногда очень больших размеров: валуны и глыбы весом в десятки и сотни тонн. В отличие от эрратических валунов ледникового происхождения дилювиальный эрратический материал, как правило, весьма слабо окатан.
Выделенные в Северной Америке дилювиально-эрозионные каналы-кули горах Центральной Азии встречаются редко. М. Г. Гросвальд определенно указывает на дилювиально-эрозионный генезис глубокого каньона р. Кызыл-Хема, который прорезает, помимо гранитов и метаморфических пород, мощную толщу четвертичных базальтов. Очень перспективен в смысле обнаружения дилювиальных каналов стока, судя по палеогляциологической ситуации, обширный район плато Путорана, а также вся территория Тунгусского траппового плато.
Кроме этого, весьма вероятно, что крупнейшими каналами-кули на Алтае являются долины рек Чулышмана, Башкауса и Аргута. Морфологически они очень похожи на дилювиальные каньоны-кули Северной Америки. Палеогидрология Восточного и Центрального Алтая также не противоречит этой модели.
Пока же на Алтае, в частности, обнаружен один не вызывающий сомнений участок скэбленда, где система ветвящихся, изломанных в плане и глубоких (50-70 м) каналов-кули осложняет центральную часть долины р. Чаган («чаганский скэбленд»).

### Дилювиальная эворзия
Формы дилювиальной эворзии генетически и пространственно связаны со спиллвеями и дилювиально-эрозионными долинами прорыва и заплеска. Эворзия — это разрушение горных пород, обусловленное донным вращением субвертикально падающей воды. Судя по данным лабораторных исследований, эворзия коренных пород дилювиальными потоками, особенно на участках со сверхкритическими скоростями течения, могла происходить очень быстро. Причина этого — в процессах кавитационного разрушения пород, которые развивались на контакте ложа с воздушно-водяной смесью. Гидродинамические кавитационные каверны возникают в жидкости из-за местных понижений давления в результате увеличения скорости течения. Перемещаясь с потоком в зоны более высокого давления, каверны захлопываются, излучая при этом ударную волну, которая разрушает субстрат. В таких условиях даже при небольших скоростях потока (около 5 м/с) кавитация отвечает скоростям 100 м/с. Скорости же дилювиальных потоков были гораздо больше. Кавитационные процессы очень характерны для дилювиальной эрозии, а дилювиально-эворзионные образования вообще правильнее называть дилювиальными эворзионно-кавитационными.
При сбросах части озерных вод из ледниково-подпрудных озёр через местные водоразделы и перевальные седловины нередко возникали кратковременные, но исключительно энергичные водопады, продуцировавшие огромные, в сотни метров в диаметре и в десятки метров глубиной, водобойные ванны, воронки и котлы высверливания. Некоторые из таких дилювиально-эворзионных впадин сейчас заняты озёрами, другие же в настоящее время безводны.
Примером дилювиально-эворзионных кавитационных котлов, ныне заполненных водой, может служить известное на Алтае озеро Ая. Котловина этого озера, как и рядом располагающиеся эворзионные впадины «Мохового болота» и Пионерской, находится на левом берегу Катуни выше по течению от посёлка Платово. Все эти впадины выбиты в поверхности 60-метровой галечниковой террасы и имеют размеры соответственно 1200×200, 400×390 и 200×70 метров. Воды сбрасывались через спиллвеи, пропиленные в узком, преимущественно гранитоидном гребне, вдающемся в долину Катуни.
Кроме Айских впадин в Горном Алтае весьма впечатляюще выглядят «сухие водопады» в центральной части долины реки Чулышмана, в районе урочища Катуярык, куда сбрасывались излишки воды из Улаганского ледниково-подпрудного озера в ледниковый постмаксимум последнего оледенения. Более мелкие, но также очень эффектные дилювиально-эворзионные формы можно наблюдать на юго-западном склоне Шапшальского хребта в нижней части правого берега трога-каньона реки Чульча, в низовьях реки Шавла, а также в нижней по течению правобережной части реки Чаган-Узун в Юго-Восточном Алтае.
На севере Горного Алтая сибирский геолог Г. Г. Русанов при крупномасштабной геологической съемке недавно выделил несколько десятков эворзионно-кавитационных впадин, из которых только на небольшом пространстве между селами Манжерок и Ая находится 20 таких образований общей площадью в 2 км². Размеры этих котлов от 30 до 2000 м в диаметре, глубины — от 4-х до десятков метров. Из известных и доступных для изучения дилювиально-эворзионных котловин выделяется озеро Манжерокское. Подобная ему котловина (600×250 м), частично занятая озером, обнаружена Г. Г. Русановым на относительной высоте 60 м в сквозной долине на местном водоразделе рр. Устюбы и Катуни выше с. Нижняя Каянча. При прохождении дилювиального потока, полагает Г. Г. Русанов, часть воды перед крутым поворотом долины перехлестывала через местные водоразделы, а на противоположных склонах возникали энергичные водопады, формировавшие за короткие (минуты-часы-дни) время огромные водобойные ванны и котлы высверливания диаметром в сотни и глубиной в десятки метров.
В Горном Бадахшане очень красивы ступенчатые «сухие водопады» на левом склоне долины реки Ванч, расположенные непосредственно напротив конечно-моренного вала ледника Русского географического общества. На каждой из ступеней этого каскада имеется глубокий (до 10 м) водобойный котел округлой формы, заполненный талой снежниковой водой. Узкой перемычкой такой котел отделяется от нижеследующей ступени, где также имеется очередная заполненная водой ванна. От русла реки Ванч эворзионно-кавитационный каскад (он именуется «куйзопскими впадинами», по Рудому) отделен длинным узким гребнем так, что с реки незаметен. В сущности, «куйзопские впадины» выбиты в узком и глубоком маргинальном канале. Происхождение этого канала и водобойных ванн можно связать со временем прорыва ледниково-подпрудного озера в верховьях р. Ванча, возникавшего за счет подвижки ледника РГО в начале XX века (предположительно в 1911 году). Следы этого озера отчетливо сохранились в виде озерных террас, «упирающихся» в левобережную морену ледника РГО, и в толщи ленточных «глин», уступом прижатых к этой морене с проксимальной стороны. Возможно, что «сухие водопады» верховьев Ванча возобновлялись и позднее при катастрофических сбросах ледниково-подпрудного озера Абдукагор.
Примером дилювиально-эворзионных «исполиновых котлов» являются водобойные ванны территории Чаннелд-Скаблендс.

### Дилювиальная аккумуляция
Результаты аккумулятивной деятельности дилювиальных потоков представляют наибольший интерес, так как поддаются, в основном, однозначной геологической и морфологической диагностике, хорошо определяются в поле и дешифрируются на аэро- и космоснимках. Они могут также служить и инструментом для расчетов гидравлических параметров дилювиальных потоков. Самыми информативными в палеогидрологическом отношении из изученных в настоящее время являются дилювиально-аккумулятивные валы и террасы (бары), а также гигантские знаки ряби течения (дилювиальные гряды, дюны и антидюны). Определенный интерес представляют дилювиальные бермы, изученные, правда, пока недостаточно.
Изучение всех вопросов, связанных с гляциоклиматическими и геологическими аспектами формирования горных и равнинных скэблендов производится в широких рамках нового направления научных исследований — четвертичной гляциогидрологии, как специального раздела общей гляциологии и геоморфологии.

## Иллюстрации
- Лагерь геологов у восточного фаса поля «курчавых скал» Чаганского скэбленда, бассейн р. Чаган-Узун, Юго-Восточный Алтай
- «Сухие водопады» Чаганского скэбленда, бассейн р. Чаган-Узун, Юго-Восточный Алтай
- Современные гигантские знаки ряби у конца Аля́скинского ледника Алсек. Фото С. С. Черноморца
- Американский геолог Кинан Ли (Keenan Lee) изучает озерно-ледниковые отложения разреза Чаган, Чаганский скэбленд, Юго-Восточный Алтай
- Петроглифы на экзарированной поверхности «курчавых скал» Чаганского скэбленда, Юго-Восточный Алтай. Хорошо видны два направления ледниковой штриховки
- Плато Путорана, обширный четвертичный скэбленд, одна из наименее посещаемых и изученных территорий азиатской части РФ.